# Lee Kan-hee
Lee Kan-hee (en hangul, 이칸희; nacida el 3 de febrero de 1969) es una actriz de Corea del Sur.

## Filmografía

### Cine
| Año  | Título                                 | Rol                                                    |
| ---- | -------------------------------------- | ------------------------------------------------------ |
| 1989 | Shinsa-dong Gigolo                     | vendedora                                              |
| 1989 | Memories of Balbari                    | chica en la piscina                                    |
| 2001 | Prison World Cup                       | esposa de Ppang-jang                                   |
| 2002 | Public Enemy                           | esposa de Cho Kyu-hwan                                 |
| 2002 | Sympathy for Mr. Vengeance             | exesposa de Park Dong-jin                              |
| 2002 | Make It Big                            | madre de Seong-hwan                                    |
| 2002 | Unborn but Forgotten                   | directora del Hospital                                 |
| 2003 | Out of Focus (short film)              |                                                        |
| 2004 | Dance with the Wind                    | Kyung-soon                                             |
| 2004 | Marrying High School Girl              | madre de Ahn Pyung-gang                                |
| 2005 | A Bold Family                          | esposa de Kim Myeong-seok                              |
| 2005 | Bravo, My Life                         | madre de Sang-soo                                      |
| 2006 | A Millionaire's First Love             | madre de Choi Eun-hwan                                 |
| 2006 | Hanbando                               | primera dama                                           |
| 2007 | Someone Behind You                     | madre de Ga-in                                         |
| 2008 | Modern Boy                             | Madam del culture club                                 |
| 2009 | Flight                                 | madre de Su-kyoung (cameo)                             |
| 2010 | Le Grand Chef 2: Kimchi Battle         | profesora Kong                                         |
| 2011 | Ryang-kang-do: Merry Christmas, North! | madre de Jong-soo                                      |
| 2012 | Doomsday Book                          | madre de Yoon Seok-woo (segmento: "A Brave New World") |
| 2012 | Never Ending Story                     | tía de Jin-joo                                         |
| 2017 | The Chase                              | esposa de Jung-hyuk                                    |
| 2017 | The Artist: Reborn                     | madre en el santuario                                  |

### Serie de televisión
| Año  | Título                                              | Rol                                | Red       |
| ---- | --------------------------------------------------- | ---------------------------------- | --------- |
| 1998 | Panther of Kilimanjaro                              | KBS2                               |           |
| 1999 | The Clinic for Married Couples: Love and War        | KBS2                               |           |
| 2003 | Age of Warriors                                     | esposa de Jo Won-jeong             | KBS1      |
| 2004 | Immortal Admiral Yi Sun-sin                         | Reina Insun                        | KBS1      |
| 2005 | Sweet Spy                                           | MBC                                |           |
| 2007 | Bad Diary                                           | O'live TV                          |           |
| 2008 | Hometown of Legends "Gumiho"                        | madre de In-hong                   | KBS2      |
| 2009 | Glory of Youth                                      | Jang Ji-soon                       | KBS2      |
| 2010 | Drama Special "Boy Meets Girl"                      | Sook-hee                           | KBS2      |
| 2011 | Kimchi Family                                       | Lee Kang-san's mother              | jTBC      |
| 2012 | Shut Up Flower Boy Band                             | tvN                                |           |
| 2012 | Syndrome                                            | Kang Hee-yeon                      | jTBC      |
| 2012 | Drama Special - "The True Colors of Gang and Cheol" | dama de la corte Ahn               | KBS2      |
| 2012 | Can Love Become Money                               | MBN                                |           |
| 2014 | Secret Love Affair                                  | Myung-hwa                          | jTBC      |
| 2014 | My Lovely Girl                                      | madre de Shi-woo                   | SBS       |
| 2014 | SOS Please Save Me                                  | Lee Sang-mi                        | KBS Drama |
| 2016 | 1% of Anything                                      | Kang Se-hee                        | Dramax    |
| 2017 | TV Novel: A Sea of Her Own                          | Hong Sook Hee                      |           |
| 2017 | My Secret Romance                                   | Kim Ae-ryung                       |           |
| 2017 | Fight for My Way                                    | Madre de Ye Jin                    |           |
| 2017 | The Lady in Dignity                                 | Madame Kwak                        | JTBC      |
| 2017 | Man in the Kitchen                                  | Sarah Kang                         | MBC       |
| 2017 | Strongest Deliveryman                               | Jung Sook                          | KBS2      |
| 2017 | Age of Youth 2                                      | Madre de Jung Ye-eun               |           |
| 2018 | Marry Me Now                                        | Kang Yeong Jin                     |           |
| 2018 | Miss Hammurabi                                      | Madre de Park Cha Oh-reum          |           |
| 2019 | Big Issue                                           | Madre de Baek Eun-ho (ep. 10-12)   |           |
| 2019 | Psychopath Diary                                    | Lee Suk-yun                        |           |
| 2019 | Queen: Love And War                                 | Madre de Eun Bo & Eun Gi (ep. 1-2) |           |
| 2020 | Fatal Promise                                       | Yeon Doo-shim                      |           |
| 2020 | My Unfamiliar Family                                | Amiga de Kim Sang-shik             |           |
| 2021 | Show Window: The Queen's House                      | Madre de Han Jung-won (Ep. 10)     | Channel A |
| 2021 | School 2021                                         | Madre de Gong Ki-joon (Ep. 16)     | KBS2      |
| 2021 | The Second Husband                                  | Ok Kyung-yi                        | MBC       |
| 2022 | Treinta y nueve                                     | Yeon Jung-hwa                      | JTBC      |
| 2023 | The Real Has Come!                                  | Joo Hwa-ja                         | KBS2      |

## Premios y nominaciones
| Año  | Premio               | Categoría               | Nominación          | Resultado |
| ---- | -------------------- | ----------------------- | ------------------- | --------- |
| 2004 | 41 Grand Bell Awards | Mejor Actriz de Reparto | Danza con el Viento | Nominada  |